# Fibra de vidrio

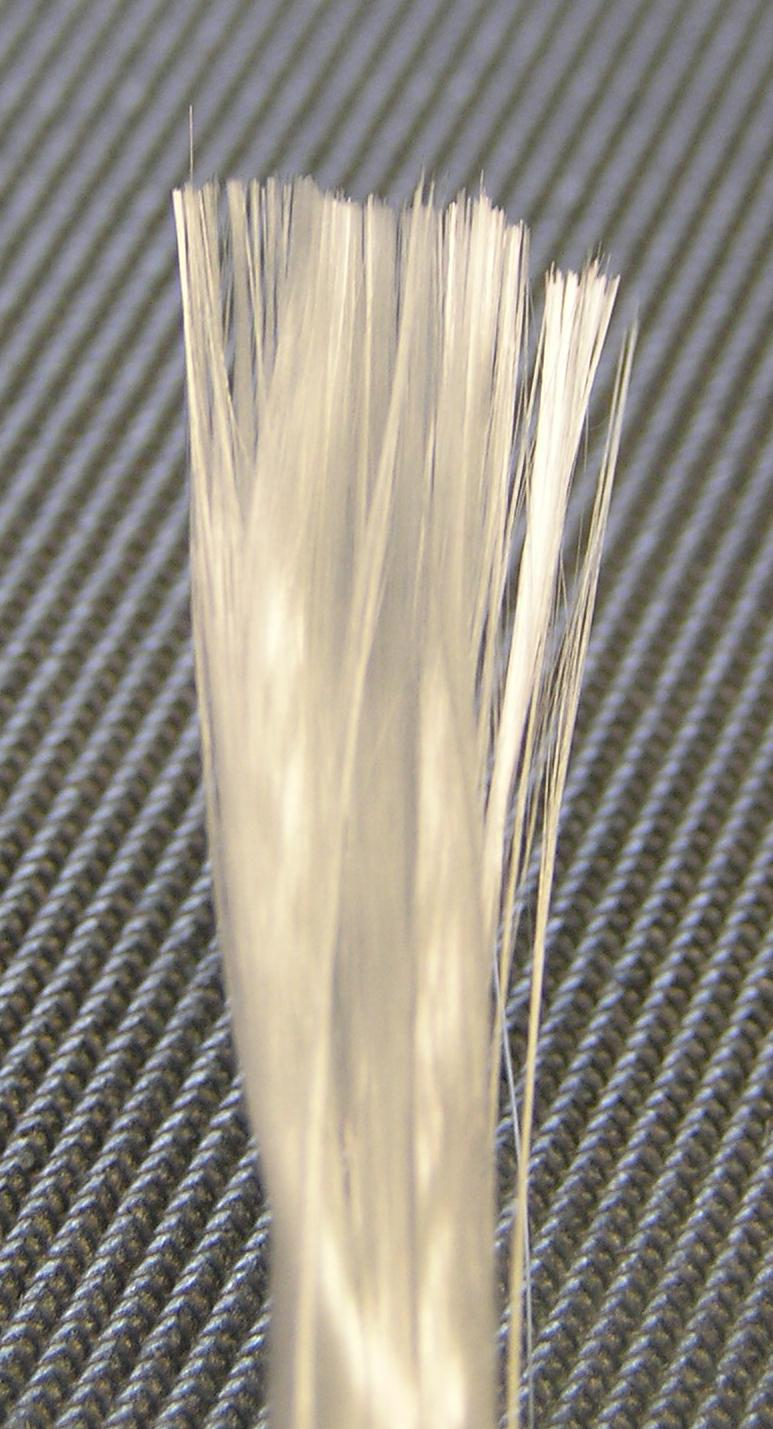
Manojo de fibra de vidrio.

La fibra de vidrio es un material que consta de numerosos filamentos cerámicos basados en dióxido de silicio (SiO2) extremadamente finos.
A lo largo de la historia los vidrieros han 
ensayado con la fibra de vidrio, pero la manufactura masiva de este material solo fue posible con la invención de máquinas y herramienta más refinadas. En 1893, Edward Drummond Libbey exhibió un vestido en la  Exposición Mundial Colombina de Chicago que tenía fibra de vidrio con filamentos del diámetro y la textura de una fibra de seda. Fue usado por primera vez por Georgia Cayvan, una actriz de teatro muy conocida en aquella época. Las fibras de vidrio también se pueden formar naturalmente y se las conoce como cabellos de Pele.
Sin embargo, la lana de vidrio, a la que hoy se llama comúnmente fibra de vidrio, no fue inventada sino hasta 1938 por Russell Games Slayter, en la empresa Owens-Corning, como un material que podría ser usado como aislante en la construcción de edificios. Fue comercializado bajo el nombre comercial Fiberglass, que se convirtió desde entonces en una marca vulgarizada en países de habla inglesa.
La fibra de vidrio se conoce comúnmente como un material aislante. También se usa como un agente de refuerzo con muchos productos poliméricos; normalmente se usa para conformar plástico reforzado con vidrio que por metonimia también se denomina fibra de vidrio, una forma de material compuesto consistente en polímero reforzado con fibra. Por lo mismo, en esencia exhibe comportamientos similares a otros compuestos hechos de fibra y polímero como la fibra de carbono. Aunque no sea tan fuerte o rígida como la fibra de carbono, es mucho más económica y menos quebradiza.

## Formación de la fibra
La fibra de vidrio se conforma de hebras delgadas hechas a base de sílice o de formulaciones especiales de vidrio, extruidas a modo de filamentos de diámetro diminuto y aptas para procesos de tejeduría. La técnica de calentar y elaborar fibras finas a partir de vidrio se conoce desde hace milenios; sin embargo, el uso de estas fibras para aplicaciones textiles es mucho más reciente: solo hasta ahora es posible fabricar hebras y fibras de vidrio almacenadas en longitudes cortadas y estandarizadas. La primera producción comercial de fibra de vidrio ocurrió en 1936; en 1938 Owens-Illinois Glass Company y Corning Glass Works se unieron para formar la Owens-Corning Fiberglas Corporation. Cuando ambas compañías se unieron para producir y promover la fibra de vidrio, introdujeron al mercado filamentos continuos de fibra de vidrio. Owens-Corning continúa siendo el mayor productor de fibra de vidrio en el mercado actual.
Los tipos de fibra de vidrio usados más comúnmente son las de vidrio clase E (E-glass: vidrio de alumino-borosilicato con menos de 1% peso de óxidos alcalinos, principalmente usada para Plástico reforzado con vidrio,pero también se usan las clases A (A-glass: vidrio álcali-cal con pocos o ningún óxido de boro), clase E-CR (E-CR glass: de silicato álcali-cal con menos de 1% peso/peso de óxidos alcalinos, con alta resistencia a los ácidos), clase C (C-glass: vidrio álcali-cal con alto contenido de óxido de boro, usadas por ejemplo en fibras de vidrio con filamentos cortos), clase D (D-glass: vidrio de borosilicato con una constante dieléctrica alta), clase R (R-glass: vidrio de aluminosilicatos sin MgO ni CaO con altas prestaciones mecánicas) y la clase S (S-glass: vidrio de aluminosilicatos sin CaO pero con alto contenido de MgO con alta resistencia a la tracción).

## Química de la fibra de vidrio

Estructura molecular teórica del vidrio

La fibra de vidrio útil para tejido tiene como base el compuesto sílice, SiO2. En su forma pura el dióxido de silicio se comporta como polímero (SiO2)n. Es decir, no tiene un punto de fusión verdadero pero se suaviza a 1200 °C, punto en el que comienza a descomponerse y a 1713 °C la mayoría de las moléculas presentan libertad de movimiento. Si el vidrio ha sido extruido y enfriado de forma rápida desde esta temperatura, es imposible obtener una estructura ordenada. En su estado de polímero se forman grupos de SiO4 que están configurados con estructura tetrahédrica con el átomo de silicio en el centro, y cuatro átomos de oxígeno en las puntas. Estos átomos luego forman una red de enlaces en las esquinas que comparten los átomos de oxígeno.
Los estados vítreos y cristalinos de la sílice (vidrio y cuarzo) tienen niveles energéticos similares en sus bases moleculares, lo que implica que en su forma vidriosa es extremadamente estable; en orden de reducir la cristalización, debe ser calentado a temperaturas superiores a los 1200 °C por períodos prolongados de tiempo.
Aunque la sílice pura es perfectamente viable para hacer vidrio y fibra de vidrio, debe ser procesada a temperaturas muy altas, lo cual es un inconveniente a menos que sus propiedades químicas específicas sean necesarias. Parecería inusual introducir impurezas al vidrio, sin embargo añadir algunos materiales contribuye a bajar su temperatura de trabajo; estos materiales también añaden otras propiedades al vidrio que pueden ser benéficas en aplicaciones diferentes. El primer tipo de vidrio usado para hacer fibra fue el vidrio de cal sodada o el vidrio Clase A, que no es muy resistente a compuestos alcalinos; para corregir esto, un nuevo tipo conocido como Clase E, se desarrolló como un vidrio de alumino-borosilicato que es libre de elementos alcalinos (<2%); esta fue la primera formulación de vidrio usada para la formación de filamentos. El vidrio de clase E constituye aún la principal forma de producción de fibra de vidrio y sus compuestos particulares pueden tener ligeras variaciones que deben permanecer bajo cierto rango. La letra E es usada debido a que se desarrolló principalmente para aplicaciones eléctricas. El vidrio Clase S es una formulación cuya característica principal es la alta resistencia a la tracción y por lo mismo recibe su letra (de tensile strength). El vidrio clase C fue desarrollado para resistir el ataque químico, principalmente de ácidos que destruirían un vidrio clase E (su letra proviene entonces de chemical resistance). El vidrio de Clase T, es una variante comercial de North American Fiberglass del vidrio de Clase C. El vidrio Clase A es una referencia industrial para denominar al vidrio reciclado, muchas veces de botellas, que se usa para hacer lana de vidrio. La clase AR es un vidrio resistente a compuestos alcalinos (AR de alkali-resistant). La mayoría de las fibras de vidrio tienen una solubilidad limitada en agua pero esto cambia en relación con el pH. Los iones de cloruro también pueden atacar y disolver superficies de vidrio Clase E.
El vidrio de clase E no puede derretirse realmente, pero en cambio se suaviza, definiéndose su punto de ablandamiento como "la temperatura a la que una fibra con un diámetro entre 0,55 y 0,77 mm de 235 mm de longitud, se alarga con su propia carga a una ratio de 1 mm/min cuando está suspendida verticalmente y se ha calentado a una tasa de 5 °C por minuto". El punto de deformación se alcanza cuando el vidrio tiene una viscosidad de 1014,5 poise. El punto de atenuación (enfriamiento), que es la temperatura en la que las tensiones internas se reducen a un límite comercialmente aceptable de 15 minutos, está determinado por una viscosidad de 1013 poise.

## Propiedades

### Sonoras
Gracias a la composición de la resina y la dirección que tienen las fibras cuando se forma el material compuesto, resulta un gran aislante acústico, ya que es un reflector de ondas sonoras.

### Térmicas
Las fibras de vidrio son buenos aislantes térmicos debido a su alto índice de área superficial en relación con su peso. Sin embargo, un área superficial incrementada la hace mucho más vulnerable al ataque químico. Los bloques de fibra de vidrio atrapan aire entre ellos, haciendo que la fibra de vidrio sea un buen aislante térmico, con conductividad térmica del orden de 0,05 W/(m·K)

### Tensión
| Tipo de Fibra    | Tensión de rotura (MPa) | Esfuerzo de Compresión (MPa) | Densidad (g/cm³) | Dilatación térmica µm/(m°C) | T de ablandamiento (°C) | Precio dólar/kg |
| ---------------- | ----------------------- | ---------------------------- | ---------------- | --------------------------- | ----------------------- | --------------- |
| Vidrio clase E   | 3445                    | 1080                         | 2,58             | 5,4                         | 846                     | ~2              |
| Vidrio clase S-2 | 4890                    | 1600                         | 2,46             | 2,9                         | 1056                    | ~20             |

La tensión del vidrio usualmente se comprueba y reporta para fibras "vírgenes" o prístinas (aquellas que se acaban de fabricar). Las fibras recién hechas, más delgadas, son las más fuertes debido a que son más dúctiles. Cuanto más se raye su superficie, menor será la tenacidad resultante. Debido a que el vidrio presenta una estructura amorfa, sus propiedades son isotrópicas, es decir, son las mismas a lo largo y ancho de la fibra (a diferencia de la fibra de carbono, cuya estructura molecular hace que sus propiedades sean diferentes a lo largo y a lo ancho, es decir, son anisotrópicas). La humedad es un factor importante para la tensión de rotura; puede ser adsorbida fácilmente y causar rupturas y defectos superficiales microscópicos, disminuyendo la tenacidad.
A diferencia de la fibra de carbono, la de vidrio puede soportar más alargamiento antes de romperse; existe una relación de proporcionalidad entre el diámetro de doblez del filamento, al diámetro del filamento en sí. La viscosidad del vidrio fundido es muy importante para el éxito durante la fabricación; durante la conformación (tirando del vidrio para reducir el espesor de la fibra) la viscosidad debe ser relativamente baja; de ser muy alta, la fibra se puede romper mientras se tira. Sin embargo, de ser muy baja, el vidrio puede formar gotas en vez de convertirse en filamentos útiles para hacer fibra.

## Procesos de fabricación

### Fundición
Hay dos tipos principales de fabricación de fibra y dos tipos de resultados. La primera, es fibra hecha a partir de un proceso de fundición directo y la segunda un proceso de refundición de canicas. Ambas comienzan con el material en su forma sólida; los materiales se combinan y se funden en un horno. Luego, para el proceso con canicas, el material fundido se separa mediante tensión cortante y se enrolla en canicas que están enfriadas y empacadas. Las canicas se llevan a las instalaciones donde se elabora la fibra donde se insertan dentro de contenedores para refundirse; el vidrio fundido se extruye en espirales roscados (similares a insertos roscados) para conformar la fibra. En el proceso de fundición directo, el vidrio derretido en el horno va directamente a la formación de los insertos.

### Formación
La placa donde se enroscan los insertos es el componente principal en el maquinado de la fibra. Consiste en una placa de metal caliente en la que están situadas las boquillas mediante las cuales se hará fibra a partir de los insertos introducidos en ellas. Casi siempre esta placa está hecha de una aleación de platino y rodio por motivos de durabilidad. El platino se usa debido a que el vidrio fundido tiene una afinidad natural para humectarlo. Las primeras placas que se usaban para este propósito eran 100% de platino y el vidrio las penetraba tan fácilmente que empapaba la placa y se acumulaba como residuo a la salida de las boquillas. También se usa esta aleación platino-rodio debido al costo del platino y su tendencia a desgastarse con facilidad; en el proceso de fundición directa, las placas también cumplen la función de colectar el vidrio fundido. Se usan ligeramente calientes para mantener el vidrio a una temperatura correcta, adecuada para la formación de la fibra. En el proceso de fundición de canicas, la placa actúa más como un distribuidor de calor, en el sentido en que funde la mayoría del material.
Estas placas representan el mayor costo en la producción de fibra de vidrio. El diseño de las boquillas también es importante; el número de boquillas abarca un rango desde 200 a 4000 en múltiples de 200. Una de las dimensiones más importantes a tener en cuenta en la elaboración de filamentos continuos, es el espesor de las paredes de las boquillas en su salida; se descubrió que añadiendo un ensanchamiento de la cavidad antes del orificio, se reducía el empapamiento. Actualmente, las boquillas están diseñadas para tener un espesor de pared lo más delgado posible al final; a medida que el vidrio fluye por la boquilla forma una gota que se suspende verticalmente y, a medida que cae, deja un hilo conectado por el menisco a la boquilla, que será tan largo como lo permita el diseño de la boquilla. Cuanto menor sea el anillo de la boquilla (la parte final de las paredes que rodean el orificio de salida) más rápido permitirá la formación de la gota que cae y más baja es la tendencia a que empape la parte vertical de la boquilla. La tensión superficial del vidrio es lo que influye en la formación del menisco; para el vidrio de Clase E debe ser de aproximadamente 400mN por minuto.
La velocidad de atenuación (enfriamiento) es importante en el diseño de la boquilla. Aunque bajar esta velocidad permitiría hacer fibra más dura, no es viable económicamente operar a bajas velocidades y a las que las boquillas no están diseñadas.

### Proceso de filamentos continuos
En el proceso de filamento continuo, luego de ser atenuada, a la fibra se le aplica un apresto especial que permite que pueda ser embobinada o enrollada. La adición de este compuesto también puede tener relación con su uso destinado, ya que algunos de ellos son co-reactivos (pre impregnados) con ciertos tipos de resina cuando la fibra va a ser usada para conformar un material compuesto. El apresto que se añade usualmente tiene una relación de entre 1 y 2% de peso. El enrollado posterior se realiza a una tasa de 1000 m por minuto.

### Proceso de fibra corriente
Para la producción de fibra de vidrio corriente (útil también para hacer «lana de vidrio»), existen diversos métodos de manufactura. El vidrio puede ser soplado o rociarse con calor o vapor luego de salir de la máquina de conformado (fundido); usualmente esta fibra se convierte en cierto tipo de textil, similar a un fieltro. El proceso más común es el proceso rotativo, en el que el vidrio entra en un rotor que, por acción de la fuerza centrífuga, dispara el vidrio en trozos horizontalmente mientras que chorros de aire lo empujan hacia abajo, donde recibe un aglutinante. Luego esta felpa es succionada en una cortina que le da forma, y el aglutinante se cura usando un horno.

## Salud
La fibra de vidrio se hizo muy popular desde que se descubrió que los asbestos son causantes de cáncer, y fueron eliminados de muchos productos. Sin embargo, la seguridad de la fibra de vidrio también se puso en duda debido a que investigaciones muestran que la composición de este material (tanto los asbestos como la fibra de vidrio son fibras de silicato) puede causar una toxicidad similar a la de los asbestos.
Estudios realizados con ratas en la década de 1970, mostraban que vidrio en fibra de menos de 3 micras de diámetro y con una longitud superior a las 20 micras constituían un "cancerígeno en potencia". Igualmente en el Centro Internacional de Investigación de Cáncer CIRC se encontró que "podría anticiparse razonablemente como un cancerígeno" en 1990. Por otra parte en la American Conference of Governmental Industrial Hygienist, se estipula que no hay evidencia suficiente y que la fibra de vidrio se encuentra en el listado de la asociación dentro del grupo A4: "No clasificado como un cancerígeno humano".
La North American Insulation Manufacturers Association (NAIMA) asegura que la fibra de vidrio es fundamentalmente diferente a los asbestos, en la medida en que es un material producido por el hombre en vez de ser producto de la naturaleza. Los miembros de esta asociación aseguran que la fibra de vidrio se "disuelve en los pulmones" mientras que los asbestos permanecen de por vida dentro del cuerpo. Aunque la fibra de vidrio y los asbestos están hechos de filamentos de sílice, la NAIMA asegura que los asbestos constituyen un riesgo mayor debido a su estructura cristalina, que causa que el material se exfolie en trozos más pequeños y peligrosos, citando al Departamento de Salud y Servicios Sociales de los Estados Unidos:

Las fibras de vidrio sintético (fibra de vidrio) difieren de los asbestos en dos formas que pueden proveer al menos explicaciones parciales del porqué su baja toxicidad. Debido a que la mayoría de las fibras vítreas sintéticas no son cristalinas como los asbestos, no pueden separarse longitudinalmente para producir fibras más delgadas. También presentan una marcada biopersistencia menor en tejidos vivos que las fibras de asbesto gracias a que pueden disolverse y sufrir rupturas transversales.

En 1998 se realizó un estudio en el que se usaron ratas, con el que se demostró que la biopersistencia de las fibras sintéticas después de un año era de 0.04 a 10%, pero era del 27% para las de asbesto de la variedad grunerita. Estas fibras que permanecieron por más tiempo probaron ser más cancerígenas

## Plástico reforzado con fibra de vidrio
El plástico reforzado con fibra de vidrio es un material compuesto o un plástico reforzado por fibra (FRP) hecho de polímero armado con fibras de vidrio delgadas. Al igual que el plástico reforzado con fibra de carbono, sufre de una sinécdoque que simplifica su enunciación como fibra de vidrio, al referirse al material compuesto. Puede usarse la fibra presentada en CSM (chopped strand mat) que es en esencia una tela en rollos hecha de trozos sueltos (diferente a la lana de vidrio que se caracteriza por su apariencia de algodón, mucho más esponjosa), o como una tela tejida (a veces llamada mat).
Como muchos otros materiales compuestos (por ejemplo el hormigón armado) los dos materiales actúan al mismo tiempo, cada uno complementando las propiedades del otro. Mientras las resinas poliméricas son fuertes a cargas de compresión física, son relativamente débiles a la tensión; o cargas de tracción; la fibra de vidrio es muy fuerte en tensión pero tiende a no resistir la compresión; así que al combinar ambos materiales, el FRP Fiber Reinforced Plastic se convierte en un material que resiste tanto compresión como tensión en rangos aceptables.

## Usos

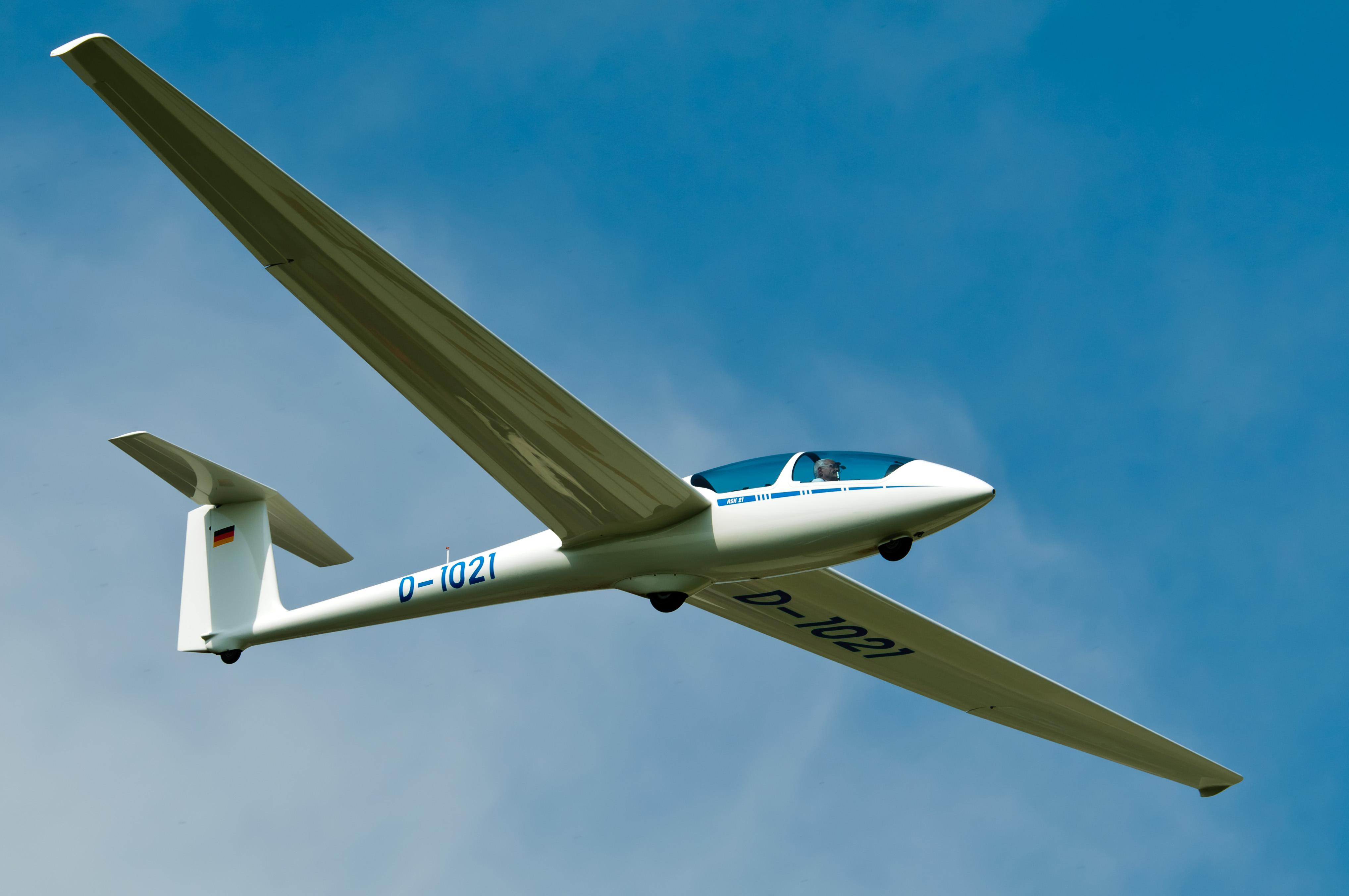
Planeador biplaza Schleicher ASK 21 construido en fibra de vidrio.

El uso normal de la fibra de vidrio incluye aislamiento acústico, aislamiento térmico y aislamiento eléctrico en recubrimientos, como refuerzo a diversos materiales, palos de tiendas de campaña, absorción de sonido, telas resistentes al calor y la corrosión, telas de alta resistencia, pértigas para salto con pértiga, arcos y ballestas, tragaluces translúcidos, partes de carrocería de automóviles, palos de hockey, tablas de surf, cascos de embarcaciones, y rellenos estructurales ligeros de panal (técnica de armado con honeycomb). Se ha usado para propósitos médicos en férulas. La fibra de vidrio es ampliamente usada para la fabricación de tanques y silos de material compuesto.

## Importancia del reciclaje del vidrio para fabricar fibra
Los fabricantes de fibra de vidrio para aislamiento pueden usar vidrio reciclado. La fibra que produce Owens Corning es en un 40% procedente de vidrio reciclado. En 2009 esta compañía comenzó un programa de reciclaje de vidrio para enviar residuos de vidrio reciclado desde Kansas City a la planta de Owens Corning para ser usado como materia prima para fabricar fibra de vidrio clase A.